# Katie Dippold
Katie Dippold (* 10. Januar 1980 in Freehold Township, New Jersey) ist eine US-amerikanische Drehbuchautorin, Improvisationskomikerin und Schauspielerin.
Sie war Autorin, Koproduzentin und Schauspielerin der NBC Comedyserie Parks and Recreation und schrieb das Drehbuch für Taffe Mädels, wofür sie 2014 einen People’s Choice Award (Kategorie: Best Comedy Screenplay) gewann.

## Leben
Geboren und aufgewachsen ist Dippold in Freehold Township, New Jersey. Ihr Vater arbeitete für Nestlé und ihre Mutter als Werbedesignerin. Im Alter von acht Jahren zog sie mit ihren Eltern und ihrer älteren Schwester nach San Francisco, aber später im Alter von 15 wieder zurück nach New Jersey. Sie absolvierte die Rutgers University mit einem Journalismus-Abschluss.
Nach dem College und einer erfolglosen Bewerbung beim FBI begann Dippold eine Karriere als Improvisationskomikerin beim Upright Citizens Brigade Theatre (UCBT) in New York City. Sie schrieb und spielte verschiedene Bühnenshows im UCBT und macht noch heute Improvisationstheater auf der Bühne des UCBT in Los Angeles. Sie ist Teil der Improvisationsgruppen „The Smokes“ und „Reuben Starship“. Dippold war mehrfach Sketchgast bei Late Night with Conan O’Brien und Darstellerin der MTV Reality-TV Streich-Serie Boiling Points (2004–2005). 2006 wurde sie Autorin für die 12. Staffel von MADtv und war auch Koproduzentin der 14. Staffel. 2009 stieß sie zum Autorenteam von Parks and Recreation, an der sie einige Staffeln mitarbeitete.
Sie wurde 2012 unter den „10 Screenwriters to Watch“ im Variety-Magazin gelistet und „13 People to Look Out For in 2013“ in der Zeitschrift Interview.
Dippold schrieb das Drehbuch zur Komödie Taffe Mädels (2013), dass sie für 600.000 Dollar an den Produzenten Peter Chernin verkaufte. Im Film spielten Sandra Bullock und Melissa McCarthy unter der Regie von Paul Feig, Dippold hat eine Gastrolle.
Am 8. Oktober 2014 verkündete The Hollywood Reporter, dass Katie Dippold und Paul Feig den Reboot von Ghostbusters schreiben. Der Film, in dem sie auch einen kurzen Gastauftritt hat, erschien im Juli 2016 in den US-amerikanischen Kinos. 2015 hatte sie eine Gastrolle in Spy – Susan Cooper Undercover. Für Mädeltrip (Snatched) aus dem Jahr 2017 verfasste sie das Drehbuch.
2017 wurde sie in die Academy of Motion Picture Arts and Sciences (AMPAS) aufgenommen, die alljährlich die Oscars vergibt.
Sie lebt mit ihrem Freund in Los Angeles (Stand: Juli 2013).